# Ludwigia albiflora
Ludwigia albiflora är en dunörtsväxtart som beskrevs av T.P. Ramamoorthy. Ludwigia albiflora ingår i släktet ludwigior, och familjen dunörtsväxter. Inga underarter finns listade i Catalogue of Life.